# كيم تشيرشل
كيم تشيرشل (بالإنجليزية: Kim Churchill) هو كاتب أغاني ومغني أسترالي، ولد في 26 سبتمبر 1990 في كانبرا في أستراليا.

## وصلات خارجية
- الموقع الرسمي
- كيم تشيرشل على موقع ميوزك برينز (الإنجليزية)
- كيم تشيرشل على موقع ديسكوغز (الإنجليزية)